# ناحیه نتونگامو
ناحیه نتونگامو (به لاتین: Ntungamo District) یک منطقهٔ مسکونی در اوگاندا است که در استان غربی، اوگاندا واقع شده‌است. ناحیه نتونگامو ۲٬۰۵۱ کیلومتر مربع مساحت و ۴۸۰٬۱۰۰ نفر جمعیت دارد.